# Птица года в Швейцарии
Птица года в Швейцарии (нем. Vogel des Jahres) избирается ежегодно Швейцарским обществом охраны птиц (Schweizer Vogelschutz, SVS) / BirdLife Schweiz).

## Список
| Год  | Название (на рус. и нем.яз.)                     | Название (биномен)      | Фото |
| ---- | ------------------------------------------------ | ----------------------- | ---- |
| 2001 | Обыкновенная кукушка, Kuckuck                    | Cuculus canorus         |      |
| 2002 | Обыкновенная овсянка, Goldammer                  | Emberiza citrinella     |      |
| 2003 | Черноголовый щегол, Stieglitz                    | Carduelis carduelis     |      |
| 2004 | Деревенская ласточка, или касатка, Rauchschwalbe | Hirundo rustica         |      |
| 2005 | Чёрный стриж, Mauersegler                        | Apus apus               |      |
| 2006 | Обыкновенный зимородок, Eisvogel                 | Alcedo atthis           |      |
| 2007 | Вертишейка, Wendehals                            | Jynx torquila           |      |
| 2008 | Обыкновенная пустельга, Turmfalke                | Falco tinnunculus       |      |
| 2009 | Обыкновенная горихвостка, Gartenrotschwanz       | Phoenicurus phoenicurus |      |
| 2010 | Городская ласточка, или воронок, Mehlschwalbe    | Delichon urbicum        |      |
| 2011 | Желна, Schwarzspecht                             | Dryocopus martius       |      |
| 2012 | Крапивник, Zaunkönig                             | Troglodytes troglodytes |      |
| 2013 | Обыкновенная иволга, Pirol                       | Oriolus oriolus         |      |
| 2014 | Ушастая сова, Waldohreule                        | Asio otus               |      |